# بچه کاراته‌کار، قسمت دوم
بچه کاراته‌کار، قسمت دوم (انگلیسی: The Karate Kid, Part II) یک فیلم درام آمریکایی در سبک هنرهای رزمی به نویسندگی رابرت مارک کامن و کارگردانی جان جی. آویلدسن است که در سال ۱۹۸۶ منتشر شد. این دومین قسمت از مجموعه فیلم‌های بچه کاراته‌کار و دنباله فیلم بچه کاراته‌کار محصول ۱۹۸۴ با بازی رالف ماکیو و پت موریتا است. در این قسمت از فیلم دنیل لاروسو (ماکیو) را دنبال می‌کند که معلم کاراته خود آقای میاگی (موریتا) را برای دیدن پدر در حال مرگش در اوکیناوا همراهی می‌کند، اما با یک دوست قدیمی که تبدیل به رقیب شده‌است با کینه‌ای طولانی مدت از میاگی روبرو می‌شود.
پس از موفقیت قسمت اول، آماده‌سازی برای قسمت دوم بلافاصله آغاز شد. پس از تکمیل فیلمنامه نهایی، ماکیو و موریتا دوباره قرارداد امضا کردند و بازیگران اضافی بین ماه مه و ژوئیه ۱۹۸۵ انجام شد. تصویربرداری اصلی در سپتامبر در لس آنجلس آغاز شد و فیلمبرداری در دسامبر به پایان رسید. لوکیشن‌ها شامل اوآهو بود که برای نمایش در جزیره اوکیناوا استفاده شد.
این فیلم در ۲۰ ژوئن ۱۹۸۶ در ایالات متحده اکران شد. این فیلم با نقدهای متفاوتی روبرو شد و منتقدان عملکرد موریتا و همچنین لوکیشن و شخصیت‌های جدید را ستایش کردند، در حالی که دیگران از عناصر خط داستانی، آنتاگونیست‌ها و برخی از صحنه‌های اکشن انتقاد کردند. این فیلم یک موفقیت تجاری بود و ۱۳۰ میلیون دلار در سرتاسر جهان فروخت و آن را به یکی از پردرآمدترین فیلم‌های سال ۱۹۸۶ تبدیل کرد. دنباله‌ای با عنوان بچه کاراته‌کار، قسمت سوم در سال ۱۹۸۹ منتشر شد.

## بازخوردها

### گیشه
این فیلم در ۲۰ ژوئن ۱۹۸۶ در ۱٫۳۲۳ سینما در سراسر آمریکای شمالی اکران شد. در آخر هفته افتتاحیه خود، این فیلم با فروش ۱۲٫۶۵۲٫۳۳۶ دلار با میانگین ۹٫۵۶۳ دلار در هر سینما در رتبه اول باکس آفیس داخلی خود قرار گرفت. این فیلم در هفته افتتاحیه ۲۰٫۰۱۴٫۵۱۰ دلار به دست آورد و اکران خود را با مجموع درآمد داخلی ۱۱۵٫۱۰۳٫۹۷۹ دلار به پایان رساند.
در بریتانیا، فیلم ۲٫۳۱۳٫۵۱۷ پوند (۳٫۳۹۱٫۲۷۲ دلار) در گیشه فروش داشت. این فیلم در مجموع ۱۳۰ میلیون دلار در سراسر جهان فروخت که با مجموع باکس آفیس فیلم اصلی مطابقت دارد.
از نظر گیشه، این فیلم ۳۱٫۰۲۵٫۳۰۰ بلیت در ایالات متحده فروخت. همچنین ۲٬۶۲۵٬۱۶۹ بلیت در فرانسه و آلمان، و ۲٬۵۱۸٬۴۸۳ بلیت در اسپانیا و سوئد فروخته‌است، که به حداقل ۳۶٬۱۶۸٬۹۵۲ بلیت فروخته شده در ایالات متحده و اروپای اصلی می‌رسد.

### پاسخ انتقادی
این فیلم با واکنش متفاوت منتقدان روبرو شد. در وب‌سایت جمع‌آوری نقد راتن تومیتوز، دارای رتبه تأیید ۴۴ درصدی با میانگین امتیاز ۵ از ۱۰ بر اساس ۳۲ بررسی است. در متاکریتیک، که از میانگین وزنی استفاده می‌کند، بر اساس ۹ منتقد، امتیاز ۵۵ از ۱۰۰ را به فصل اختصاص داد که نشان‌دهنده «بررسی‌های مختلط یا متوسط» است.